# مطابق سن خود رفتار کن
مطابق سن خود رفتار کن (انگلیسی: Be Your Age) یک فیلم کمدی صامت کوتاه آمریکایی به کارگردانی لئو مک‌کری است که در سال ۱۹۲۶ منتشر شد. از بازیگران این فیلم می‌توان به اولیور هاردی، چارلی چیس، گلادیس هالت، فرانک براونلی و لیلیان لیتون اشاره کرد.